# 七尾伶子
七尾 伶子（ななお れいこ、本名：臼井 伶子（うすい れいこ）、1925年〈大正14年〉1月12日 - 2006年〈平成18年〉7月2日）は、日本の女優、声優。

## 来歴・人物
東京市赤坂区（現・東京都港区）に生まれる。

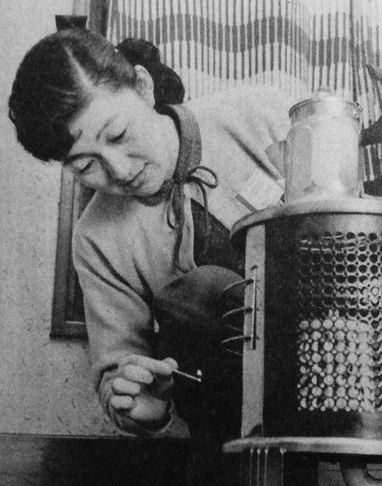
1955年

東京府立第三高等女学校（現・東京都立駒場高等学校）在学中の1942年、子供の頃から好きだった歌や芝居が忘れられず、設立されたばかりのNHK東京放送劇団の試験を受け、一期生として合格。卒業と同時に養成所に入り、2年後に卒業。初めての出演は、全国にある国立病院の傷痍軍人向け慰問放送のドラマの主役だった。
その後、ラジオ漫画『サザエさん』『西遊記』、ラジオドラマ『君の名は』に出演するなど声優の草分けとして活躍。1952年には放送に寄与した功労により、NHKから局長表彰を受け、同年には放送劇「時計」で芸術祭の文部大臣奨励賞を受賞。その一方、井上正夫と北条秀司作『恋文』で初舞台を踏むなど、舞台にも進出。
1954年には『君の名は』が縁となり、俳優の臼井正明と結婚。仲人は菊田一夫。
この年、ウォルト・ディズニー・カンパニーが初めて日本語吹き替え版を製作。『ダンボ』にて声優を務めた。
1956年、フリーに。同年10月1日に息子が生まれる。1962年の時点では東京俳優生活協同組合に所属していた。1963年までには二月プロダクションに移籍。
ラジオドラマ黄金時代を過ぎ、声優の仕事は減っていくが、映画、テレビ、舞台などに活躍の場を移す。1976年からは劇団文学座に在籍し、「女たち―久米八一座の人々」などの舞台に立つ。『赤ひげ』、『夢』などの黒澤明監督作品にも出演した。
1993年、映画「病院で死ぬということ」で日本映画批評家賞激励賞。
テレビ草創期を舞台とした黒柳徹子原作の映画「トットチャンネル」（1987年）に登場する中野瑛子は彼女がモデルである。
2006年7月2日午後0時44分、肺梗塞のため東京都大田区の病院で死去。享年81。

## 親族
父は大正期の劇作家水木京太。水木は本名を七尾嘉太郎といい、秋田県横手の七尾重兵衛の子。母豊子は浅利慶太の父浅利鶴雄の妹。夫は俳優の臼井正明。伶子は水木の養女とする説もある。

## 出演作品

### 映画
- 美しい庵主さん（1958年） - 智道尼
- 乙女の祈り（1959年） - 村松きみ江
- 赤ひげ（1965年） - おとく
- 燃えろ!青春（1968年） - 内山君子
- 夕日くん サラリーマン脱出作戦（1971年） - ふさ子
- 樺太1945年夏 氷雪の門（1974年） - 森本きん
- 吾輩は猫である（1975年） - 二絃琴の女中
- 遠雷（1981年） - 満夫の母
- 世界名作童話 アラジンと魔法のランプ（1982年） - アラジンの母（声の出演）
- 火まつり（1985年） - 漁師の女
- 黒い雨（1989年） - るい
- 夢（1990年） - 村人
- 病院で死ぬということ（1993年） - 池田春代
- トキワ荘の青春（1996年）
- 東京夜曲（1997年） - 浜中の母

### テレビドラマ
- 母の作文（1958年12月29日）[17]
- 孫悟空（1959年-1960年） - 「マリオネット・ミュージカル」声の出演[17]。
- あしたの風（連続テレビ小説）（1962年 NHK系）
- 怪奇千万！（1964年 - 1965年 NHK）[18]
- 青春とはなんだ（1965年-1966年 日本テレビ系） - 山角先生の妻
- 泣いてたまるか 第3話「ビフテキ子守唄」（1966年）
- 時間ですよ（1970年 TBS系） - 島崎かね子
- 肝っ玉かあさん（3）（1971年 TBS系）
- 泣くな青春 第2話「反抗の季節」（1972年 フジテレビ系）
- 赤ひげ 第12話「冬の宿」（1973年 NHK系）
- 北の家族（連続テレビ小説）（1973年-1974年 NHK系） - 野村いさ
- 日曜劇場 第843話「祇園花見小路」（1973年） - つね
- 私という他人（1974年 TBS系）
- お美津（ポーラテレビ小説）（1975年 TBS系）
- 寺島町奇譚（土曜ドラマ）（1976年 NHK系）
- 幸福（1980年 TBS系） - 野田とき江
- おれたち夏希と甲子園（1982年 NHK系） - 合宿のおばさん
- お師匠さんは名探偵（2）（ザ・サスペンス）（1984年 TBS系）
- ときめき（銀河テレビ小説）（1986年 NHK系）
- 結婚（火曜サスペンス劇場）（1986年 日本テレビ系）
- 浅見光彦ミステリー(6)唐津・佐用姫伝説殺人事件（火曜サスペンス劇場）（1989年 日本テレビ系）
- 凪の光景（1990年 テレビ朝日系）
- 誘惑（1990年 TBS系）
- 雷獣（月曜ドラマスペシャル）（1990年 TBS系）
- 死刑囚からの恋うた（水曜グランドロマン）（1991年 日本テレビ系）
- 天上の青（妻たちの劇場）（1992年 フジテレビ系）
- とびっきり、青春（ドラマ30）（1993年 TBS系）

### ラジオ
- 天狗三郎傳（1946年）[19]
- はるあき（1947年）[19]
- 鐘の鳴る丘（1947年 - 1950年）
- 鏡の中の女（1948年）[19]
- えり子とともに（1948年 - 1951年）
- 膝小僧物語（1949年）[20]
- ラジオ漫画「サザエさん」（1950年 NHKラジオ第2） - キャストは徳川夢声と七尾伶子のみなので、サザエも演じたと思われる。[21]
- ラジオ漫画「西遊記」（1950年 - 1952年、連続55回） - キャストは徳川夢声と七尾伶子のみ。三蔵法師、観音菩薩等。[21]
- 海の泡（1950年）[19]
- 奇蹟（1951年） - 東京放送劇団10周年記念[19]
- 放送劇「あたしの父母」（1951） - 芸術祭参加作品。懸賞放送劇入選作。[22]
- 放送劇「女将」（1951）[22]
- 「舞台中継」（1951） - 加代子[23]
- NHK「夢声百夜」勧進帳（1951年） - 義経
- さくらんぼ大将（1951年 - 1952年）
- 竹取物語（1952年）[24]
- 放送劇「時計」（1952年） - 芸術祭参加作品[25]
- 君の名は（1952年 - 1954年） - 綾
- ふるさと（1953年）[20]
- 連続放送劇「美しい人」（1953年）[25]
- 結婚記（1954年）[26]
- 放送劇「トンネル」（1954年）[26]
- 連続放送劇「由起子」（1954年 - 1956年）
- エッサラ母さんホイ坊や（1955年）[26]
- 連続放送劇「それから」（1955年）[26]
- 連続放送劇「来ぬ人」（1955年）[26]
- まぼろし（1955年）[24]
- 世話のやける大人たち（1955年）
- 放送劇「青いひとで」（1955年以前）[27]
- 放送劇「湯の峯」（1955年以前）[27]
- 放送劇「海の風車」（1955年以前）[27]

### 吹き替え
- 荒馬と女　ー　(セルマ・リッター) NET版
- 失われた大陸 - 日本語解説
- 噂の二人　ー　(ミリアム・ホプキンス)
- サンセット大通り - ノーマ・デズモンド（グロリア・スワンソン）
- ジェーン・ピットマン/ある黒人の生涯　ー　ジェーン ・ピットマン(シシリー・タイソン)
- 少女スーナー　ー　(クロリス・リーチマン)
- 私立探偵ハリー「偽りの結婚」
- ダンボ - キャティ（ノリーン・ガミル）
- 虹を掴む男　ー　(<フェイ・ベインター>) ※NHK版
- ボクも男だ ー　(シュワルツ夫人<リリアン・アダムス>)
- ママは太陽　ー　(<ローズ・マリー>)